# Кузнецовская (Нюксенский район)
Кузнецовская — деревня в Нюксенском районе Вологодской области.
Входит в состав Нюксенского сельского поселения (с 1 января 2006 года по 8 апреля 2009 года входила в Уфтюгское сельское поселение), с точки зрения административно-территориального деления — в Уфтюгский сельсовет.
Расстояние до районного центра Нюксеницы по автодороге — 13 км. Ближайшие населённые пункты — Лесютино, Мальчевская, Семенова Гора.
По переписи 2002 года население — 3 человека.